# قائمة المركز المالي
قائمة المركز المالي هي صورة فوتغرافية للمنشأة، إن هذة الصورة لا يمكن باي شكل من الاشكال ان تعكس مركزا ماليا حقيقيا للمنشأة المركز المالي الحقيقي في صورة ديناميكية، صورة رسوم متحركة تعرض الميزانية يوميا قائمة المركز المالي لا تعبر عن المركز المالي، بل هي جدول يعرض ارصدة المنشاة في لحظة معينة، وتسميتها الاجنبية لم تطلق عليها يوما المركز المالي، بل قائمة الأرصدة وهي التسمية الاصح والأكثر تعبيرا قائمة المركز المالي لا تقدم معلومة عن وضع السيولة في المنشأة قبل هذه اللقطة وبعدهاقائمة المركز المالي ما هي إلا وسيلة لعرض ارصدة حقيقية تهم اصحاب القرار والمصالح، ولكنها لا تعكس قوة أو ضعف مركز الشركة. إن فكرة السيولة مع تضخم حجوم المؤسسات صارت تطغى كأداة لاتخاذ القرار على فكرة الربح، وثمة مؤسسات حققت ارباحا طائلة وتعرضت للانهيار بسبب أزمات سيولة وقائمة التدفقات النقدية اليوم وعلى المحفل العالمي هي الأكثر دلالة واستخداما من قبل متخذي القرار والمنتفعين، فهي تحقق شيئان، تفصل أثار الأحداث غير النقدية مثل الإهلاك كما تظهر موقف السيولة في المنشأة وكيف تحركت الاصول والخصوم فيها خلال فترة ماقائمة التدفقات النقدية صورة ديناميكية تعكس مركز المنشأة الماليأما عملية إعادة التقييم أو التعليق على قيم بعض الاصول التاريخية أو ما إلى ذلك فقد اوضحت معايير المحاسبة الدولية هذا الامر مقرر بقطعية وحتمية تسجيل الاصول بتكلفتها التاريخية وعدم الاعتبار بأية ارباح ناتجة عن ارتفاع في أسعار الأصول وكذا اية انخفاضات حادة في سعر الاصل نتيجة التقادم أو لسبب أخر فإن تسجيل تلك العمليات سوف يؤثر بالضرورة على نتيجة الأعمال والتي يجب أن تعكس نتيجة النشاط وليس نتيجة ظروف عرضية، وتكون عملية إعادة التقييم فقط عند دمج أو تصفية أو تقسيم الشركات حينها يتم اهدار جميع القيم سواء للاصول الثابتة أو المتداولة واعادة تقييمها وفقا للقيمة الحقيقية وقت التقييم.

## وصلات خارجية
- موقع دليل المحاسبين